# Internationaux de France de gymnastique artistique 2019
Navigation
Édition précédente Édition suivante
Les Internationaux de France de gymnastique artistique 2019 se déroulent à l' AccorHotels Arena de Paris les 14 et 15 septembre 2019. Cette compétition bénéficie du label « Coupe du monde Challenge FIG ».
Comme pour les éditions 2017 et 2018, celle de 2019 est un événement écoresponsable puisque la FFG a obtenu du Comité national olympique le label « Développement durable, le sport s'engage ». Le but est d'organiser cet événement dans le respect de l’environnement et de favoriser le « mieux vivre ensemble ».

## Participants
Il y a 40 nations participantes aux Internationaux de France de gymnastique artistique 2019, avec au total 142 gymnastes dont 50 gymnastes féminines et 92 gymnastes masculins.
| Afrique                    | Amérique | Asie                                                               | Europe | Océanie         |
| -------------------------- | --- | ------------------------------------------------------------------ | --- | --------------- |
| - Algérie (2) - Égypte (3) | - Argentine (2) - Canada (5) - Chili (4) - Costa Rica (1) - Équateur (3) - Mexique (4) - Porto Rico (1) - République dominicaine (1) | - Japon (4) - Ouzbékistan (5) - Singapour (2) - Taipei chinois (2) | - Albanie (1) - Autriche (6) - Azerbaïdjan (2) - Biélorussie (2) - Chypre (1) - Croatie (4) - Espagne (4) - Finlande (5) - France (9) - Grèce (5) - Hongrie (6) - Irlande (2) - Islande (2) - Israël (7) - Lituanie (2) - Monaco (1) - Norvège (5) - Pologne (3) - Portugal (3) - République tchèque (4) - Royaume-Uni (6) - Russie (6) - Slovénie (1) - Suède (4) - Ukraine (5) | - Australie (1) |
| 2 pays                     | 8 pays | 4 pays                                                             | 25 pays | 1 pays          |

## Programme

### Épreuves
| Épreuves masculines                                                      | Épreuves féminines                                  |
| ------------------------------------------------------------------------ | --------------------------------------------------- |
| - Anneaux - Arçons - Barre fixe - Barres parallèles - Saut (H) - Sol (H) | - Barres asymétriques - Poutre - Saut (F) - Sol (F) |

### Calendrier
| Samedi 14 septembre (Qualifications)                                           |  | Dimanche 15 septembre (Finales)                                                |
| ------------------------------------------------------------------------------ |  | ------------------------------------------------------------------------------ |
| 14h00 - 17h00 : - Sol (H) - Arçons - Anneaux - Saut (F) - Barres asymétriques  |  | 13h30 - 15h15 : - Sol (H) - Arçons - Anneaux - Saut (F) - Barres asymétriques  |
| 17h30 - 20h30 : - Saut (H) - Barres parallèles - Barre fixe - Poutre - Sol (F) |  | 16h00 - 18h00 : - Saut (H) - Barres parallèles - Barre fixe - Poutre - Sol (F) |

Ce programme était indiqué à titre prévisionnel et était susceptible d'être modifié.

## Tableaux des médailles
| Épreuve                                 | Or                          | Argent               | Bronze                |
| --------------------------------------- | --------------------------- | -------------------- | --------------------- |
| Hommes                                  |                             |                      |                       |
| Anneaux résultats détaillés             | Ali Zahran Samir Aït Saïd   | Non attribuée        | Kentaro Yunoki        |
| Arçons résultats détaillés              | Joshua Nathan               | Kirill Prokopev      | Thierry Pellerin      |
| Barre fixe résultats détaillés          | Tin Srbić                   | Sergei Eltcov        | Tang Chia-hung        |
| Barres parallèles résultats détaillés   | Kaito Sugimoto              | Sergei Eltcov        | Ryan Macleod Sheppard |
| Saut résultats détaillés                | Loris Frasca                | Jake Jarman          | Adria Vera            |
| Sol résultats détaillés                 | Kazuki Minami               | Artem Dolgopyat      | Kirill Prokopev       |
| Femmes                                  |                             |                      |                       |
| Barres asymétriques résultats détaillés | Mélanie de Jesus dos Santos | Anastasiia Agafonova | Zsófia Kovács         |
| Poutre résultats détaillés              | Anastasiia Agafonova        | Anastasia Bachynska  | Diana Varinska        |
| Saut résultats détaillés                | Oksana Chusovitina          | Sara Peter           | Franchesca Santi      |
| Sol résultats détaillés                 | Diana Varinska              | Marine Boyer         | Aneta Holasova        |

| Rang | Nation             | Or | Argent | Bronze | Total |
| ---- | ------------------ | -- | ------ | ------ | ----- |
| 1    | France             | 3  | 1      | 0      | 4     |
| 2    | Japon              | 2  | 0      | 1      | 3     |
| 3    | Russie             | 1  | 4      | 1      | 6     |
| 4    | Ukraine            | 1  | 1      | 1      | 3     |
| 5    | Royaume-Uni        | 1  | 1      | 0      | 2     |
| 6    | Croatie            | 1  | 0      | 0      | 1     |
| 6    | Égypte             | 1  | 0      | 0      | 1     |
| 6    | Ouzbékistan        | 1  | 0      | 0      | 1     |
| 9    | Hongrie            | 0  | 1      | 2      | 3     |
| 10   | Israël             | 0  | 1      | 0      | 1     |
| 11   | Canada             | 0  | 0      | 1      | 1     |
| 11   | Chili              | 0  | 0      | 1      | 1     |
| 11   | Espagne            | 0  | 0      | 1      | 1     |
| 11   | République tchèque | 0  | 0      | 1      | 1     |
| 11   | Taipei chinois     | 0  | 0      | 1      | 1     |

## Résultats détaillés

### Hommes

#### Anneaux
Aux anneaux, 33 gymnastes ont participé aux qualifications. Seuls les 8 premiers étaient qualifiés pour la finale.
| Rang               | Nom                       | Pays      | Score D | Score E | Pénalité | Total  |
| ------------------ | ------------------------- | --------- | ------- | ------- | -------- | ------ |
| Médaille d'or      | Ali Zahran                | Égypte    | 6,200   | 8,750   | -        | 14,950 |
| Médaille d'or      | Samir Aït Saïd            | France    | 6,200   | 8,750   | -        | 14,950 |
| Médaille de bronze | Kentaro Yunoki            | Japon     | 5,900   | 8,700   | -        | 14,600 |
| 4                  | Vinzenz Höck              | Autriche  | 6,200   | 8,400   | -        | 14,600 |
| 5                  | Konstadínos Konstadinídis | Grèce     | 6,000   | 8,450   | -        | 14,450 |
| 6                  | Federico Molinari         | Argentine | 6,200   | 8,200   | -        | 14,400 |
| 7                  | William Emard             | Canada    | 5,700   | 8,600   | -        | 14,300 |
| 8                  | Alexey Rostov             | Russie    | 5,800   | 8,400   | -        | 14,200 |

#### Arçons
Aux anneaux, 43 gymnastes ont participé aux qualifications. Seuls les 8 premiers étaient qualifiés pour la finale.
| Rang               | Nom                 | Pays           | Score D | Score E | Pénalité | Total  |
| ------------------ | ------------------- | -------------- | ------- | ------- | -------- | ------ |
| Médaille d'or      | Joshua Nathan       | Royaume-Uni    | 6,500   | 8,100   | -        | 14,600 |
| Médaille d'argent  | Kirill Prokopev     | Russie         | 5,900   | 8,600   | -        | 14,500 |
| Médaille de bronze | Thierry Pellerin    | Canada         | 6,200   | 8,250   | -        | 14,450 |
| 4                  | Abdulla Azimov      | Ouzbékistan    | 5,900   | 8,350   | -        | 14,250 |
| 5                  | Cyril Tommasone     | France         | 6,300   | 7,000   | -        | 13,300 |
| 6                  | Antonios Tantalidis | Grèce          | 5,600   | 7,650   | -        | 13,250 |
| 7                  | Chih Kai Lee        | Taipei chinois | 6,200   | 6,150   | -        | 12,350 |
| 8                  | Artem Dolgopyat     | Israël         | 5,300   | 6,400   | -        | 11,700 |

#### Barre fixe
Aux anneaux, 41 gymnastes ont participé aux qualifications. Seuls les 8 premiers étaient qualifiés pour la finale.
| Rang               | Nom                | Pays           | Score D | Score E | Pénalité | Total  |
| ------------------ | ------------------ | -------------- | ------- | ------- | -------- | ------ |
| Médaille d'or      | Tin Srbić          | Croatie        | 6,300   | 8,600   | -        | 14,900 |
| Médaille d'argent  | Sergei Eltcov      | Russie         | 6,300   | 8,400   | -        | 14,700 |
| Médaille de bronze | Chia-Hung Tang     | Taipei chinois | 6,000   | 8,550   | -        | 14,550 |
| 4                  | Robert Tvorogal    | Lituanie       | 5,900   | 8,400   | -        | 14,300 |
| 5                  | Alexander Myakinin | Israël         | 5,900   | 8,250   | -        | 14,150 |
| 6                  | Alexander Shatilov | Israël         | 5,800   | 8,200   | -        | 14,000 |
| 7                  | Antoine Borello    | France         | 5,800   | 7,850   | -        | 13,650 |
| 8                  | Néstor Abad        | Espagne        | 5,800   | 7,500   | -        | 13,300 |

#### Barres Parallèles
Aux anneaux, 42 gymnastes ont participé aux qualifications. Seuls les 8 premiers étaient qualifiés pour la finale.
| Rang               | Nom                   | Pays    | Score D | Score E | Pénalité | Total  |
| ------------------ | --------------------- | ------- | ------- | ------- | -------- | ------ |
| Médaille d'or      | Kaito Sugimoto        | Japon   | 6,200   | 9,100   | -        | 15,300 |
| Médaille d'argent  | Sergei Eltcov         | Russie  | 6,400   | 8,450   | -        | 14,850 |
| Médaille de bronze | Ryan Macleod Sheppard | Hongrie | 6,100   | 7,850   | -        | 13,950 |
| 4                  | Yevgen Yudenkov       | Ukraine | 5,800   | 8,000   | -        | 13,800 |
| 5                  | Vladyslav Hryko       | Ukraine | 5,700   | 8,050   | -        | 13,750 |
| 6                  | Tomás González        | Chili   | 5,200   | 8,450   | -        | 13,650 |
| 7                  | Aleksandr Kartsev     | Russie  | 6,000   | 7,600   | -        | 13,600 |
| 8                  | Nikolaos Iliopoulos   | Grèce   | 5,300   | 8,150   | -        | 13,450 |

#### Saut
Aux anneaux, 17 gymnastes ont participé aux qualifications. Seuls les 8 premiers étaient qualifiés pour la finale.
| Rang               | Nom              | Pays        | Saut 1  | Saut 1  | Saut 1 | Saut 1 | Saut 2  | Saut 2  | Saut 2 | Saut 2 | Total  |
| Rang               | Nom              | Pays        | Score D | Score E | Pén.   | Total  | Score D | Score E | Pén.   | Total  | Total  |
| ------------------ | ---------------- | ----------- | ------- | ------- | ------ | ------ | ------- | ------- | ------ | ------ | ------ |
| Médaille d'or      | Loris Frasca     | France      | 5,600   | 9,300   | -      | 14,900 | 5,600   | 9,200   | -      | 14,800 | 14,850 |
| Médaille d'argent  | Jake Jarman      | Royaume-Uni | 5,600   | 9,250   | -      | 14,850 | 5,200   | 8,800   | -0,100 | 13,900 | 14,375 |
| Médaille de bronze | Adria Vera       | Espagne     | 5,200   | 9,050   | -0,100 | 14,150 | 4,800   | 9,150   | -      | 13,950 | 14,050 |
| 4                  | Hayden Skinner   | Royaume-Uni | 5,200   | 9,150   | -      | 14,350 | 4,800   | 8,900   | -      | 13,700 | 14,025 |
| 5                  | Rayderley Zapata | Espagne     | 5,200   | 7,900   | -      | 13,100 | 5,600   | 8,850   | -      | 14,450 | 13,775 |
| 6                  | Fabian De Luna   | Mexique     | 5,200   | 8,850   | -      | 14,050 | 5,200   | 7,900   | -      | 13,100 | 13,575 |
| 7                  | Artem Dolgopyat  | Israël      | 4,800   | 9,150   | -      | 13,950 | 5,200   | 7,900   | -0,300 | 12,800 | 13,375 |
| 8                  | William Emard    | Canada      | 5,200   | 7,950   | -      | 13,150 | 4,800   | 8,000   | -      | 12,700 | 12,925 |

#### Sol
Aux anneaux, 33 gymnastes ont participé aux qualifications. Seuls les 8 premiers étaient qualifiés pour la finale.
| Rang               | Nom              | Pays        | Score D | Score E | Pénalité | Total  |
| ------------------ | ---------------- | ----------- | ------- | ------- | -------- | ------ |
| Médaille d'or      | Kazuki Minami    | Japon       | 6,600   | 8,500   | -        | 15,100 |
| Médaille d'argent  | Artem Dolgopyat  | Israël      | 6,400   | 8,500   | -        | 14,900 |
| Médaille de bronze | Kirill Prokopev  | Russie      | 6,200   | 8,650   | -        | 14,850 |
| 4                  | Hayden Skinner   | Royaume-Uni | 6,500   | 8,250   | -        | 14,750 |
| 5                  | Tomás González   | Chili       | 5,900   | 8,700   | -        | 14,600 |
| 6                  | Rayderley Zapata | Espagne     | 6,500   | 8,150   | -0,100   | 14,550 |
| 7                  | William Emard    | Canada      | 5,900   | 8,350   | -        | 14,250 |
| 8                  | Kaito Sugimoto   | Japon       | 6,000   | 8,000   | -0,100   | 13,900 |

### Femmes

#### Barres asymétriques
Aux barres asymétriques, 37 gymnastes ont participé aux qualifications. Seules les 8 premières étaient qualifiées pour la finale.
| Rang               | Nom                         | Pays        | Score D | Score E | Pénalité | Total  |
| ------------------ | --------------------------- | ----------- | ------- | ------- | -------- | ------ |
| Médaille d'or      | Mélanie de Jesus dos Santos | France      | 6,100   | 8,550   | -        | 14,650 |
| Médaille d'argent  | Anastasiia Agafonova        | Russie      | 6,400   | 8,200   | -        | 14,600 |
| Médaille de bronze | Zsófia Kovács               | Hongrie     | 5,700   | 8,500   | -        | 14,200 |
| 4                  | Anastasiya Alistratava      | Biélorussie | 5,800   | 8,250   | -        | 14,050 |
| 5                  | Filipa Martins              | Portugal    | 5,500   | 8,100   | -        | 13,600 |
| 6                  | Anastasia Bachynska         | Ukraine     | 5,700   | 7,700   | -        | 13,400 |
| 7                  | Georgia-Mae Fenton          | Royaume-Uni | 6,000   | 7,350   | -        | 13,350 |
| 8                  | Diana Varinska              | Ukraine     | 4,200   | 7,700   | -        | 11,900 |

#### Poutre
A la poutre, 41 gymnastes ont participé aux qualifications. Seules les 8 premières étaient qualifiées pour la finale.
| Rang               | Nom                         | Pays        | Score D | Score E | Pénalité | Total  |
| ------------------ | --------------------------- | ----------- | ------- | ------- | -------- | ------ |
| Médaille d'or      | Anastasiia Agafonova        | Russie      | 5,500   | 7,900   | -        | 13,400 |
| Médaille d'argent  | Anastasia Bachynska         | Ukraine     | 5,600   | 7,700   | -        | 13,300 |
| Médaille de bronze | Diana Varinska              | Ukraine     | 5,200   | 8,000   | -        | 13,200 |
| 4                  | Marine Boyer                | France      | 5,900   | 7,250   | -        | 13,150 |
| 5                  | Georgia-Mae Fenton          | Royaume-Uni | 5,000   | 8,000   | -        | 13,000 |
| 6                  | Rose Woo                    | Canada      | 4,600   | 8,050   | -        | 12,650 |
| 7                  | Mélanie de Jesus dos Santos | France      | 5,200   | 7,450   | -        | 12,650 |
| 8                  | Ganna Metelitsa             | Biélorussie | 4,300   | 6,500   | -        | 10,800 |

#### Saut
Au saut, 21 gymnastes ont participé aux qualifications. Seules les 8 premières étaient qualifiées pour la finale.
| Rang               | Nom                | Pays               | Saut 1  | Saut 1  | Saut 1 | Saut 1 | Saut 2  | Saut 2  | Saut 2 | Saut 2 | Total  |
| Rang               | Nom                | Pays               | Score D | Score E | Pén.   | Total  | Score D | Score E | Pén.   | Total  | Total  |
| ------------------ | ------------------ | ------------------ | ------- | ------- | ------ | ------ | ------- | ------- | ------ | ------ | ------ |
| Médaille d'or      | Oksana Chusovitina | Ouzbékistan        | 5,400   | 8,850   | -      | 14,250 | 5,200   | 9,150   | -      | 14,350 | 14,300 |
| Médaille d'argent  | Sara Peter         | Hongrie            | 5,400   | 8,650   | -      | 14,050 | 5,000   | 8,750   | -      | 13,750 | 13,900 |
| Médaille de bronze | Franchesca Santi   | Chili              | 5,400   | 8,650   | -0,100 | 13,950 | 4,800   | 8,750   | -      | 13,550 | 13,750 |
| 4                  | Aneta Holasova     | République tchèque | 4,600   | 8,850   | -      | 13,450 | 4,200   | 8,600   | -      | 12,800 | 13,125 |
| 5                  | Julie Erichsen     | Norvège            | 4,600   | 8,750   | -      | 13,350 | 3,700   | 8,650   | -      | 12,350 | 12,850 |
| 6                  | Paula Mejias       | Porto Rico         | 4,100   | 8,450   | -      | 12,550 | 4,000   | 8,550   | -      | 12,550 | 12,550 |
| 7                  | Gabriela Janik     | Pologne            | 4,100   | 7,100   | -      | 11,200 | 4,800   | 8,650   | -      | 13,450 | 12,325 |
| 8                  | Indira Ulmasova    | Ouzbékistan        | 4,600   | 8,200   | -      | 12,800 | 3,700   | 8,150   | -      | 11,850 | 12,325 |

#### Sol
Au sol, 37 gymnastes ont participé aux qualifications. Seules les 8 premières étaient qualifiées pour la finale.
| Rang               | Nom                    | Pays               | Score D | Score E | Pénalité | Total  |
| ------------------ | ---------------------- | ------------------ | ------- | ------- | -------- | ------ |
| Médaille d'or      | Diana Varinska         | Ukraine            | 5,300   | 8,150   | -        | 13,450 |
| Médaille d'argent  | Marine Boyer           | France             | 5,100   | 8,300   | -        | 13,400 |
| Médaille de bronze | Aneta Holasova         | République tchèque | 4,900   | 8,300   | -0,100   | 13,100 |
| 4                  | Sara Peter             | Hongrie            | 4,900   | 7,800   | -        | 12,700 |
| 5                  | Zsófia Kovács          | Hongrie            | 5,100   | 7,800   | -0,300   | 12,600 |
| 6                  | Anastasiya Alistratava | Biélorussie        | 4,700   | 7,650   | -0,300   | 12,050 |
| 7                  | Sira Macias            | Argentine          | 4,800   | 6,900   | -        | 11,700 |
| 8                  | Paula Mejias           | Porto Rico         | 4,600   | 6,400   | -        | 11,000 |